# Église de la Paix de Świdnica
Pour les articles homonymes, voir Église de la Paix et Friedenskirche.

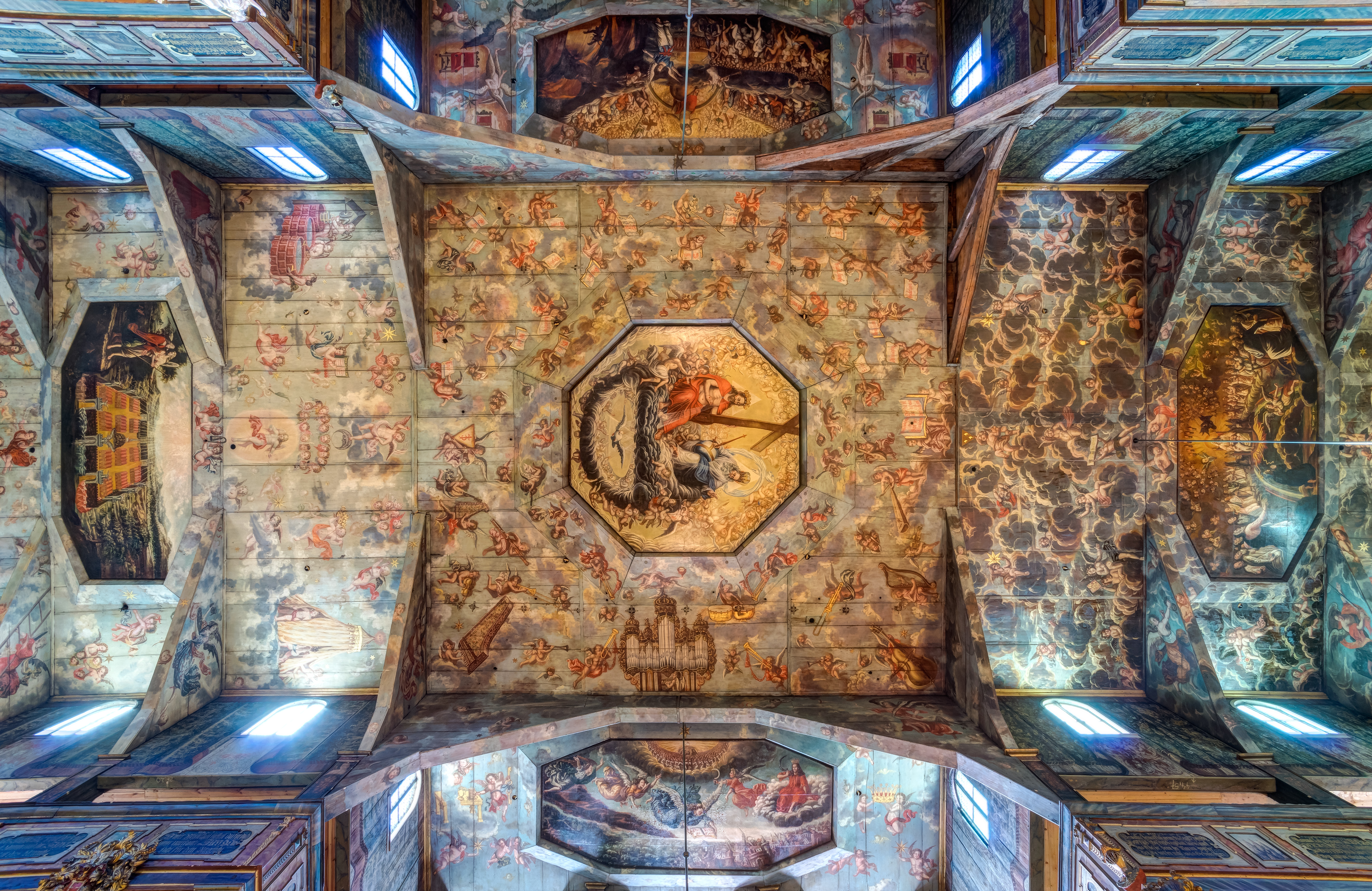
Plafond de l'église de la paix de Świdnica. Septembre 2014.

La Friedenskirche (en français : église de la paix, en polonais : kościół pokoju) dédiée à la Sainte Trinité est une église évangélique-luthérienne de Silésie située à Świdnica (Schweidnitz jusqu'en 1945).
Elle appartient au patrimoine mondial de l'UNESCO depuis 2001.

## Histoire

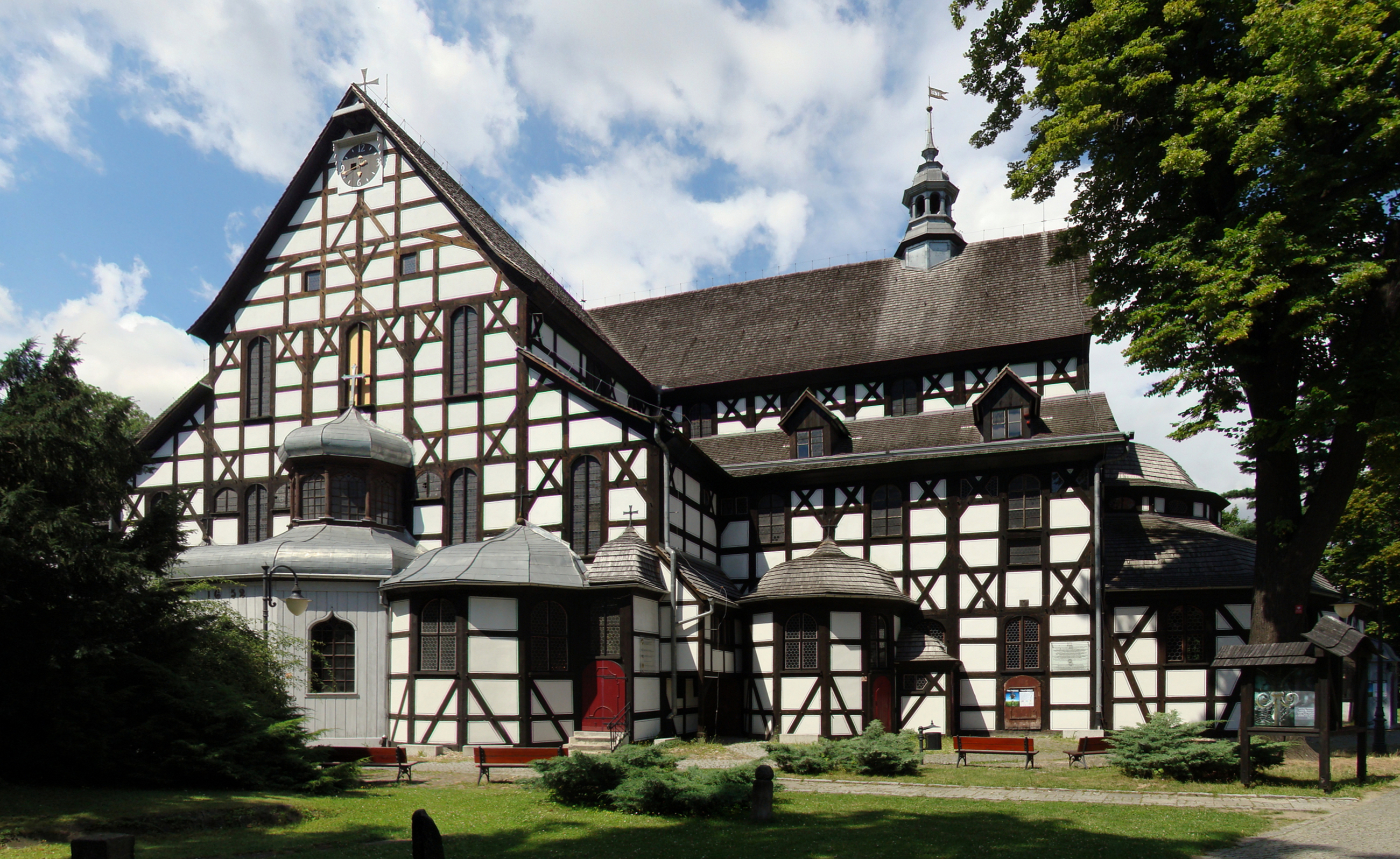
Vue de l'église

L'église de la paix de Schweidnitz est l'une des trois églises luthériennes qui ont été édifiées après les traités de Westphalie de 1648 en Silésie pour célébrer la paix retrouvée dans le Saint-Empire romain germanique. Ses traités seront à la base de la configuration de l'Allemagne jusqu'en 1806. Les communautés protestantes de Silésie, région catholique, eurent donc le droit de construire une église de la paix à Glogau (elle a entièrement brûlé en 1758), une autre à Jauer et celle-ci. Elles devaient être construites uniquement en bois et se trouver en dehors des murs de la ville.
La Friedenskirche de Schweidnitz a été édifiée en dix mois par un architecte de Breslau, Alfred von Saebisch (1610-1688), du 23 août 1656 au 24 juin 1657, jour où a eu lieu le premier culte en ses murs. Elle peut contenir 7 500 personnes dont 3 000 assises. Cette église à colombages en style baroque se voit dotée d'un orgue, aujourd'hui encore réputé, construit de 1666 à 1669 par le facteur d'orgues Christoph Klose, de Brieg et de fonts baptismaux réalisés par Pancratius Werner, d'Hirschberg. Le titulaire de l'orgue à partir de 1729 était un élève de Jean-Sébastien Bach du nom de Christoph Gottlob Wecker. Un festival d'orgue a donc lieu chaque été en l'honneur de Bach. Quant aux tableaux et fresques, ils sont peints par Christoph Kakicki et Christian Süßenbach. La chaire (1729) remarquable et l'autel (1732) sont l'œuvre de Gottfried August Hoffman. Un site internet permet une visite virtuelle de ce chef-d’œuvre.
Le clocher a été édifié en 1708. L'église a été restaurée en 1992 grâce au concours de l'Allemagne.
Une école luthérienne, puis un lycée (reconstruit en 1854) dépendaient de la Friedenskirche. Le poète Johann Christian Günther (1695-1723) et l'architecte Carl Gotthard Langhans (1732-1808) y étudièrent.
La population allemande ayant été chassée de Silésie en 1945, la Friedenskirche sert aujourd'hui principalement de musée et de salle de concert, mais des cultes y sont encore donnés par l'Église luthérienne de la Confession d'Augsbourg.

## Environs
- Église de Saint Jean-Baptiste à Henryków
- Châteaux de Basse-Silésie[2]
- Château de Gola Dzierżoniowska
- Château de Książ[3]
- Grand place de Świdnica
- Arboretum de Wojsławice
- Wrocław, Halle du Centenaire  (classée au Patrimoine mondial de l'UNESCO), Place du Marché de Wrocław, Aula Leopoldina à l'Université de Wrocław

## Source
- (de) Cet article est partiellement ou en totalité issu de l’article de Wikipédia en allemand intitulé « Friedenskirche (Świdnica) » (voir la liste des auteurs).